# Брежу-Санту
Брежу-Санту (порт. Brejo Santo)  —  муниципалитет в Бразилии, входит в штат Сеара. Составная часть мезорегиона Юг штата Сеара. Входит в экономико-статистический  микрорегион Брежу-Санту. Население составляет 42 004 человека на 2006 год. Занимает площадь 661,959 км². Плотность населения — 63,5 чел./км².

## Статистика
- Валовой внутренний продукт на 2003 составляет 94.443.480,00 реалов (данные: Бразильский институт географии и статистики).
- Валовой внутренний продукт на душу населения на 2003 составляет 2.338,29 реалов (данные: Бразильский институт географии и статистики).
- Индекс развития человеческого потенциала на 2000 составляет 0,673 (данные: Программа развития ООН).